# Elias (Stolln)

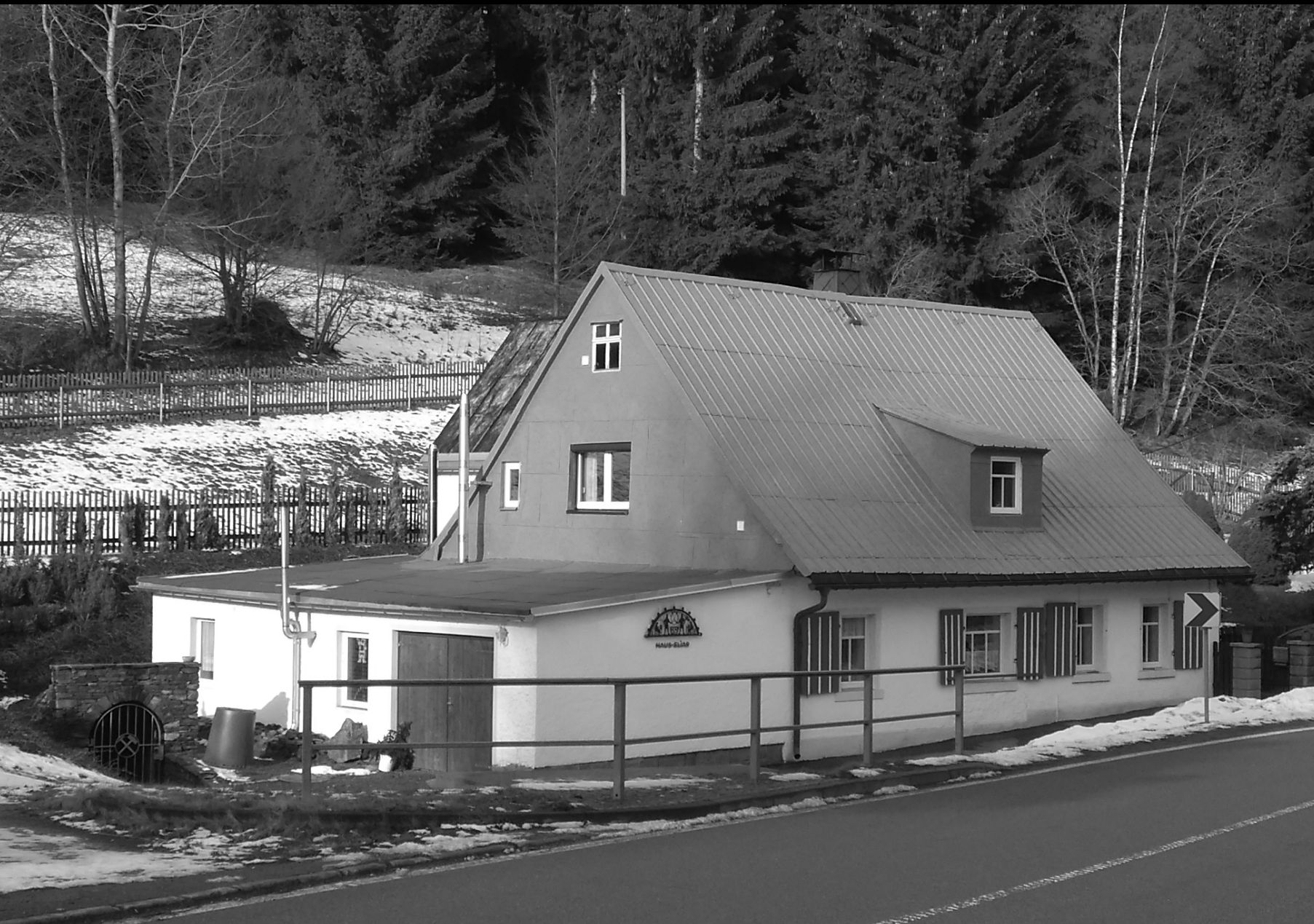
Elias Stollnmundloch und Huthaus

Elias ist ein heute noch erhaltener Stolln, eine ehemalige Fundgrube sowie deren Maaßen und das in Nutzung befindliche Huthaus im Bergrevier Johanngeorgenstadt im sächsischen Erzgebirge.

## Lage und Geschichte
Das belehnte Grubenfeld befand sich im Fastenberg bei Johanngeorgenstadt am Kirschbächel. Die Elias Fundgrube mit der 1. bis 8. Maaß und dazugehörigen Stolln wurde im Reminiscere 1708 gemutet und verliehen. Das Mundloch des Elias Stolln befindet sich in einer Höhe von ca. 743 m NN. 
Im Quartal Reminiscere 1716 wurde die Grube mit Silber fündig. Wegen eines Streites mit der Gewerkschaft des benachbarten Liebe Gottes Stolln um das abgebaute Silber konnte aber bis 1717 keine Ausbeute gezahlt werden. Dieser Erzfund war allerdings relativ rasch abgebaut, nachdem man auf einen kreuzenden mächtigen Sandsteinstrich stieß. Daher machten sich erneut Zubußen zum Weiterbetrieb erforderlich.
Ab 1719 wurde im Streichen des Elias Spats ein Kunstschacht angelegt. Die Radkammer war ca. 12 Meter hoch und ca. 11 Meter lang im Streichen des Elias Spat ausgehauen. Diese Radkammer wurde im Zuge der Sanierungsmaßnahmen zwischen 2011 und 2014 aufgewältigt und aufgrund ihrer Nähe zur Tagesoberfläche abschließend verfüllt, nachdem zuvor eine Dokumentation darüber angelegt wurde.
1737 wurde der Elias Stolln mittelst eines Überhauens mit dem Liebe Gottes Stolln verbunden. Sowohl auf der Stollnsohle, wie auch in der Sohle des Kunstschachtes wurde die 1716 gemutete Grube Gottlob angefahren. Der Stolln wurde auf einer Länge von 750 m auf dem Elias Spat aufgefahren. Ein geringes Ausbringen an Silber erfolgt bis ins Jahr 1769. 
Das zum Wohnhaus umgebaute Huthaus hat sich bis heute als technisches Denkmal an der nach dem Zweiten Weltkrieg als Umgehungsstraße angelegten Dimitroffstraße (heute: Steigerstraße) erhalten. Das nicht mehr vorhandene Stollnmundloch neben dem Huthaus wurde im Rahmen der Sanierungsarbeiten ab 2009 aufgewältigt und wiederhergestellt. Der Schlussstein des neugestalteten Gewölbes trägt neben der Inschrift Elias Stolln die beiden Jahreszahlen 1708 und 2009.
Bis 1800 wurden aus Elias 839 kg Silber produziert.
Zwischen 2011 und 2014 wurde in Johanngeorgenstadt der Aaron Stolln im Zusammenhang mit dem Elias Stolln als ERFE-Vorhaben (Sicherung und Ausbau von Entwässerungssystemen in Bergbaurevieren) als wichtige Entwässerungsstolln saniert.

## Risse
- William Tröger: Treue Freundschaft Fundgrube und Elias Stolln am Mittleren Fastenberg bei Johanngeorgenstadt (Grund- und Seigerriss). 1831.